# Монреальский протокол

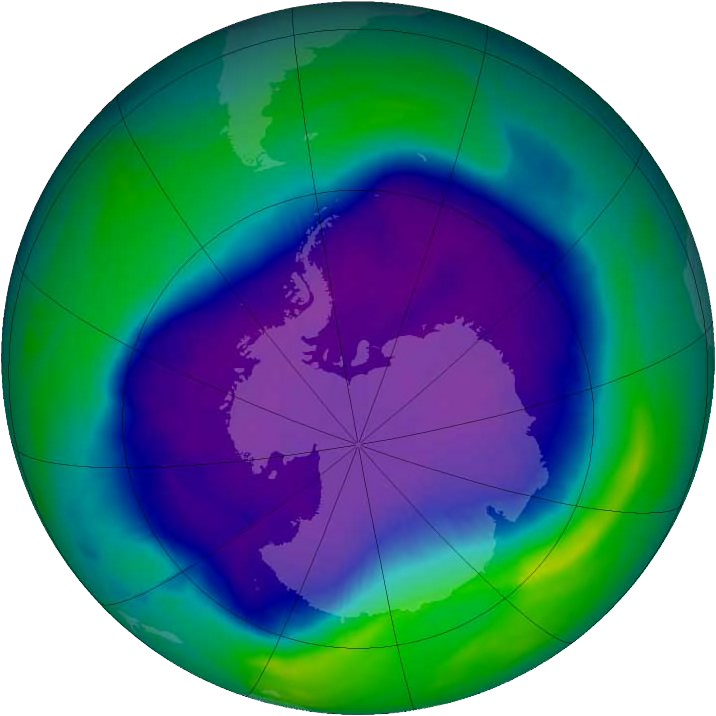
Крупнейшая озоновая дыра над Антарктикой в сентябре 2006 года

Монреа́льский протоко́л по вещества́м, разруша́ющим озо́новый слой (англ. The Montreal Protocol on Substances That Deplete the Ozone Layer) — международный протокол к Венской конвенции об охране озонового слоя 1985 года, разработанный с целью защиты озонового слоя с помощью снятия с производства некоторых химических веществ, которые разрушают озоновый слой. Протокол был подготовлен к подписанию 16 сентября 1987 года и вступил в силу 1 января 1989 года. После этого последовала первая встреча в Хельсинки в мае 1989 года. С тех пор протокол подвергался пересмотру 7 раз: 
- в 1990 году в Лондоне;
- в 1991 году в Найроби;
- в 1992 году в Копенгагене;
- в 1993 году в Бангкоке;
- в 1995 году в Вене;
- в 1997 году в Монреале;
- в 1999 году в Пекине.

Если страны, подписавшие протокол, будут его придерживаться и в будущем, то можно надеяться, что озоновый слой восстановится к 2050 году. Генеральный секретарь ООН (1997—2006) Кофи Аннан сказал: «Возможно, единственным очень успешным международным соглашением можно считать Монреальский протокол».
СССР подписал Монреальский протокол в 1987 году. В 1991 году Россия, Украина и Беларусь подтвердили свою правопреемственность этому решению.
По состоянию на декабрь 2009 года 196 государств-членов ООН ратифицировали первоначальную версию Монреальского протокола. Не все страны ратифицировали каждую последующую поправку. Только 191 страна подписала Пекинскую поправку.

## Условия и цели протокола
Договор  структурирован вокруг нескольких групп галогенированных углеводородов, которые истощают стратосферный озон. Все озоноразрушающие вещества, регулируемые Монреальским протоколом, содержат либо хлор, либо бром (вещества, содержащие только фтор, не наносят вреда озоновому слою). Некоторые озоноразрушающие вещества (ОРВ) ещё не регулируются Монреальским протоколом, включая закись азота (N2O) Таблицу озоноразрушающих веществ, регулируемых Монреальским протоколом, см.
Для каждой группы ОРВ договор предусматривает график, в соответствии с которым производство этих веществ должно быть сокращено и в конечном итоге ликвидировано. Это включает в себя 10-летний поэтапный отказ для развивающихся стран определенный в статье 5 договора.

### План регулирования поэтапного отказа от хлорфторуглеродов (ХФУ)
Заявленная цель договора заключается в том, что подписавшие его государства
признавая, что выбросы некоторых веществ во всем мире могут значительно истощать и иным образом модифицировать озоновый слой таким образом, что это может привести к неблагоприятным последствиям для здоровья человека и окружающей среды, Преисполнены решимости защищать озоновый слой путем принятия мер предосторожности для справедливого ограничения общих глобальных выбросов веществ, разрушающих его, с конечной целью их ликвидации на основе достижений в области научных знаний
признавая, что для удовлетворения потребностей развивающихся стран требуется специальное положение
принимает ряд ступенчатых ограничений на использование и производство ХФУ, включая:
- с 1991 по 1992 год его уровни потребления и производства регулируемых веществ, включенных в группу I приложения А, не превышали 150 процентов от расчетных уровней производства и потребления этих веществ в 1986 году;
- с 1994 года расчетный уровень потребления и производства регулируемых веществ, включенных в группу I приложения А, ежегодно не превышает двадцати пяти процентов от расчётного уровня потребления и производства в 1986 году.
- с 1996 года расчётный уровень потребления и производства регулируемых веществ, включенных в группу I приложения А, не превышает нуля.

Произошел более быстрый поэтапный отказ от галонов-1211, -2402, -1301, произошёл более медленный поэтапный отказ (до нуля к 2010 году) других веществ (галон 1211, 1301, 2402; ХФУ 13, 111, 112 и т.д.) [противоречивые] и некоторым химическим веществам было уделено индивидуальное внимание (тетрахлорметан; 1,1,1-трихлорэтан). Постепенный отказ от менее вредных ГХФУ начался только в 1996 году и будет продолжаться до тех пор, пока к 2030 году не будет достигнут полный поэтапный отказ.
Было несколько исключений для «основных видов применения», когда первоначально не было найдено приемлемых заменителей (например, в прошлом дозированные ингаляторы, обычно используемые для лечения астмы и хронической обструктивной болезни лёгких, были освобождены) или системы пожаротушения галонов, используемые на подводных лодках и самолетах (но не в общей промышленности).
Веществами, включенными в группу I приложения А, являются:
- CFCl3 (ХФУ-11)
- CF2Cl2 (ХФУ-12)
- C2F3Cl3 (ХФУ-113))
- C2F4Cl2(ХФУ-114)
- C2F5Cl (ХФУ-115))

Положения Протокола включают требование о том, чтобы Стороны Протокола основывали свои будущие решения на текущей научной, экологической, технической и экономической информации, которая оценивается с помощью групп, представляющих мировые экспертные сообщества. Для внесения такого вклада в процесс принятия решений в 1989, 1991, 1994, 1998 и 2002 годах в серии докладов, озаглавленных "Научная оценка разрушения озонового слоя", Группа по научной оценке (СПД) провела оценку прогресса в понимании этих тем. 
В 1990 году была также учреждена Группа по техническому обзору и экономической оценке в качестве консультативного органа по технологии и экономике для Сторон Монреальского протокола.  Группа по техническому обзору и экономической оценке (ГТОЭО) предоставляет по просьбе Сторон техническую информацию, связанную с альтернативными технологиями, которые были исследованы и использованы для того, чтобы практически исключить использование озоноразрушающих веществ (таких как ХФУ и галоны), которые наносят ущерб озоновому слою. Стороны также ежегодно поручают ГТОЭО оценивать и анализировать различные технические вопросы, включая оценку заявок на предоставление исключений в отношении основных видов применения ХФУ и галонов и заявок на предоставление исключений в отношении важнейших видов применения бромистого метила. Ежегодные доклады ГТОЭО являются основой для принятия Сторонами обоснованных решений.
Различные межправительственные, правительственные и неправительственные организации опубликовали многочисленные доклады для каталогизации и оценки альтернатив озоноразрушающим веществам, поскольку эти вещества использовались в различных технических секторах, таких, как холодильное оборудование, кондиционирование воздуха, гибкая и жёсткая пена, противопожарная защита, аэрокосмическая промышленность, электроника, сельское хозяйство, и лабораторные измерения. 

### План регулирования поэтапного отказа от гидрохлорфторуглеродов (ГХФУ)
В соответствии с Монреальским протоколом по веществам, разрушающим озоновый слой, особенно Исполнительным комитетом (Исполком) 53/37 и Исполкомом 54/39, Стороны этого Протокола договорились установить 2013 год в качестве времени для замораживания потребления и производства ГХФУ для развивающихся стран. Для развитых стран сокращение потребления и производства ГХФУ началось в 2004 и 2010 годах, соответственно, при этом 100-процентное сокращение запланировано на 2020 год. Развивающиеся страны договорились начать сокращение потребления и производства ГХФУ к 2015 году, при этом 100-процентное сокращение запланировано на 2030 год. 
Гидрохлорфторуглероды, широко известные как ГХФУ, представляют собой группу искусственных соединений, содержащих водород, хлор, фтор и углерод. Они не встречаются нигде в природе. Производство ГХФУ начало набирать обороты после того, как в 1980-х годах страны согласились прекратить использование ХФУ, которые, как было установлено, разрушают озоновый слой. Как и ХФУ, ГХФУ используются для охлаждения, аэрозольного топлива, производства пены и кондиционирования воздуха. Однако, в отличие от ХФУ, большинство ГХФУ расщепляются в самой нижней части атмосферы и представляют гораздо меньший риск для озонового слоя. Тем не менее, ГХФУ являются очень мощными парниковыми газами, несмотря на их очень низкие концентрации в атмосфере, измеряемые частями на триллион (миллион миллионов).
ГХФУ являются переходными заменителями ХФУ, используемыми в качестве хладагентов, растворителей, вспенивающих агентов для производства пенопласта и огнетушителей. С точки зрения озоноразрушающей способности (ОРС), по сравнению с ХФУ, которые имеют ОРС 0,6-1,0, эти ГХФУ имеют более низкий ОРС (0,01-0,5). С точки зрения потенциала глобального потепления (ПГП), по сравнению с ХФУ, которые имеют ПГП 4 680 - 10 720, ГХФУ имеют более низкие ПГП (76 - 2 270).

### Гидрофторуглероды (ГФУ)
1 января 2019 года вступила в силу Кигальская поправка к Монреальскому протоколу.  В соответствии с Кигальской поправкой страны обещали сократить использование гидрофторуглеродов (ГФУ) более чем на 80% в течение следующих 30 лет.  К 27 декабря 2018 года Поправку ратифицировали 65 стран. 
Производимые главным образом в развитых странах, гидрофторуглероды (ГФУ) заменили ХФУ и ГХФУ. ГФУ не наносят вреда озоновому слою, поскольку, в отличие от ХФУ и ГХФУ, они не содержат хлора. Однако это парниковые газы с высоким потенциалом глобального потепления (ПГП), сопоставимым с потенциалом ХФУ и ГХФУ. В 2009 году в исследовании было подсчитано, что быстрый поэтапный отказ от ГФУ с высоким ПГП может потенциально предотвратить эквивалент выбросов до 8,8 Гт CO2 в год к 2050 году. Таким образом, прогнозируется, что предлагаемый поэтапный отказ от ГФУ позволит избежать потепления до 0,5 ° C к 2100 году в сценарии роста с высоким содержанием ГФУ и до 0,35 ° C при сценарии роста с низким содержанием ГФУ.  Признавая предоставленную возможность для быстрого и эффективного поэтапного отказа от ГФУ в рамках Монреальского протокола, начиная с 2009 года Федеративные Штаты Микронезии предложили поправку о поэтапном отказе от ГФУ с высоким ПГП а США, Канада и Мексика последовали с аналогичным предложением в 2010 году. 
После семи лет переговоров в октябре 2016 года на 28-м Совещании Сторон Монреальского протокола в Кигали Стороны Монреальского протокола приняли Кигальскую поправку, в соответствии с которой Стороны договорились о поэтапном отказе от ГФУ в рамках Монреальского протокола.  Поправка к юридически обязательному Монреальскому протоколу обеспечит снижение промышленно развитыми странами производства и потребления ГФУ по меньшей мере на 85% по сравнению со среднегодовыми значениями в период 2011–2013 гг. Группе развивающихся стран, включая Китай, Бразилию и Южную Африку, поручено сократить использование ГФУ на 85 процентов от их средней стоимости в 2020-22 годах к 2045 году. Индия и некоторые другие развивающиеся страны - Иран, Ирак, Пакистан и некоторые нефтяные экономики, такие как Саудовская Аравия и Кувейт - сократят свои ГФУ на 85 процентов от их стоимости в 2024-26 годах к 2047 году.
17 ноября 2017 года, в преддверии 29-го Совещания Сторон Монреальского протокола, Швеция стала 20-й Стороной, ратифицировавшей Кигальскую поправку, подтолкнув Поправку к порогу ратификации, обеспечив вступление Поправки в силу 1 января 2019 года. 

## История проблемы
В 1970-х годах химики Фрэнк Шервуд Роуленд и Марио Молина, которые тогда работали в Калифорнийском университете в Ирвине, начали изучать воздействие ХФУ на атмосферу Земли. Они обнаружили, что молекулы ХФУ достаточно стабильны, чтобы оставаться в атмосфере до тех пор, пока они не поднимутся в середину стратосферы, где они, наконец, (в среднем через 50-100 лет в течение двух обычных ХФУ) будут разрушены ультрафиолетовым излучением, высвобождающим атом хлора. Затем Роуланд и Молина предположили, что эти атомы хлора, как можно ожидать, вызовут распад большого количества озона  в стратосфере. Их аргумент был основан на аналогии с современными работами Пола Дж. Крутцена и Гарольда Джонстона, которые показали, что оксид азота  может катализировать разрушение озона. (Несколько других учёных, в том числе Ральф Цицерон, Ричард Столарски, Майкл МакЭлрой и Стивен Вофси, независимо друг от друга предположили, что хлор может катализировать потерю озона, но никто не осознавал, что ХФУ являются потенциально крупным источником хлора.) Крутцен, Молина и Роуланд были удостоены Нобелевской премии по химии 1995 года за свою работу по этой проблеме. 
Экологическим последствием этого открытия было то, что, поскольку стратосферный озон поглощает большую часть ультрафиолетового излучения B (UV-B), достигающего поверхности планеты, истощение озонового слоя ХФУ приведет к увеличению УФ-В излучения на поверхности, что приведёт к увеличению рака кожи и других воздействий, таких как повреждение сельскохозяйственных культур и морского фитопланктона.
Но гипотеза Роуланда-Молины была сильно оспорена представителями аэрозольной и галоуглеродной промышленности. Председатель правления DuPont сказал, что теория истощения озонового слоя — это «научно-фантастическая сказка... куча мусора... полная чушь». Роберт Абпланалп, президент Precision Valve Corporation (и изобретатель первого практического аэрозольного клапана для распыления), написал канцлеру Калифорнийского университета в Ирвине, чтобы пожаловаться на публичные заявления Роуленда (Roan, стр. 56).
После публикации своей ключевой статьи в июне 1974 года Роуленд и Молина дали показания на слушаниях в Палате представителей США в декабре 1974 года. В результате были выделены значительные финансовые средства для изучения различных аспектов этой проблемы и подтверждения первоначальных выводов. В 1976 году Национальная академия наук США (NAS) выпустила доклад, который подтвердил научную достоверность гипотезы разрушения озонового слоя. НАН продолжало публиковать оценки смежных наук на следующее десятилетие.
Затем, в 1985 году, ученые Британской антарктической службы Джо Фарман, Брайан Гардинер и Джон Шенклин опубликовали результаты аномально низких концентраций озона над заливом Галлей вблизи Южного полюса. Они предположили, что это связано с повышением уровня ХФУ в атмосфере. Потребовалось несколько других попыток, чтобы установить антарктические потери как реальные и значительные, особенно после того, как НАСА извлекло соответствующие данные из своих спутниковых записей. Влияние этих исследований, метафора «озоновая дыра» и красочное визуальное представление в анимации замедленной съемки оказались достаточно шокирующими, чтобы переговорщики в Монреале, Канада, серьёзно отнеслись к этому вопросу. 
Кроме того, в 1985 году 20 стран, включая большинство основных производителей ХФУ, подписали Венскую конвенцию, которая заложила основу для переговоров по международным правилам в отношении озоноразрушающих веществ. После обнаружения озоновой дыры компанией SAGE 2 потребовалось всего 18 месяцев, чтобы достичь обязательного соглашения в Монреале, Канада.
Но индустрия ХФУ не сдалась так легко. Еще в 1986 году Альянс за ответственную политику в отношении ХФУ (ассоциация, представляющая отрасль ХФУ, основанная компанией «Дюпон») по-прежнему утверждал, что наука слишком неопределенна, чтобы оправдать какие-либо действия. В 1987 году Дюпон свидетельствовал перед Конгрессом США, что «мы считаем, что не существует неизбежного кризиса, требующего одностороннего регулирования».  И даже в марте 1988 года председатель Du Pont Ричард Э. Хеккерт написал в письме в Сенат Соединённых Штатов: «Мы не будем производить продукт, если он не может быть изготовлен, использован, обработан и утилизирован безопасно и в соответствии с соответствующими критериями безопасности, здоровья и качества окружающей среды. В настоящее время научные данные не указывают на необходимость резкого сокращения выбросов ХФУ. Нет никаких доступных показателей вклада ХФУ в какое-либо наблюдаемое изменение озона...»

## Многосторонний фонд
Основная цель Многостороннего фонда для осуществления Монреальского протокола заключается в оказании помощи Развивающимся странам - Сторонам Монреальского протокола, ежегодное потребление и производство озоноразрушающих веществ (ОРВ) на душу населения которых составляет менее 0,3 кг, в соблюдении предусмотренных Протоколом мер регулирования. В настоящее время 147 из 196 Сторон Монреальского протокола отвечают этим критериям (они именуются странами, действующими в рамках статьи 5).
В нем воплощен принцип, согласованный на Конференции Организации Объединённых Наций по окружающей среде и развитию в 1992 году, согласно которому страны несут общую, но дифференцированную ответственность за защиту глобального достояния и управление им.
Фонд управляется исполнительным комитетом с равным представительством семи промышленно развитых стран и семи стран, действующих в рамках статьи 5, которые ежегодно избираются Совещанием Сторон. Комитет ежегодно отчитывается перед Совещанием Сторон о своей деятельности. Работа Многостороннего фонда на местах в развивающихся странах осуществляется четырьмя учреждениями-исполнителями, которые имеют контрактные соглашения с исполнительным комитетом:
- Программа Организации Объединённых Наций по окружающей среде (ЮНЕП) через свою Программу действий по озону.
- Программа развития Организации Объединённых Наций (ПРООН).
- Организация Объединённых Наций по промышленному развитию (ЮНИДО).
- Всемирный банк.

До 20 процентов взносов сторон, вносящих взносы, также могут быть предоставлены через их двусторонние учреждения в форме соответствующих проектов и мероприятий.
Фонд пополняется донорами на трехлетней основе. За период с 1991 по 2005 год объём объявленных взносов составил 3,1 млрд. Средства используются, например, для финансирования конверсии существующих производственных процессов, подготовки персонала, выплаты роялти и патентных прав на новые технологии и создания национальных ведомств по озону.

## Стороны
По состоянию на октябрь 2022 года все государства-члены Организации Объединённых Наций, Острова Кука, Ниуэ, Святейший Престол, Государство Палестина, а также Европейский союз ратифицировали первоначальный Монреальский протокол  причём  Палестина является последней стороной, ратифицировавшей соглашение, в результате чего общее число достигло 198. 197 из этих сторон за исключением Государства Палестина также ратифицировали Лондонскую, Копенгагенскую, Монреальскую и Пекинскую поправки. 

## Эффект
С момента вступления в силу Монреальского протокола атмосферные концентрации наиболее важных хлорфторуглеродов и связанных с ними хлорированных углеводородов либо выровнялись, либо уменьшились.  Концентрации хладонов продолжают увеличиваться, поскольку хладоны, хранящиеся в настоящее время в огнетушителях, высвобождаются, но темпы их увеличения замедлились, и ожидается, что их количество начнёт снижаться примерно к 2020 году. Кроме того, концентрация ГХФУ резко возросла, по крайней мере частично, в результате многих видов применения (например, используемых в качестве растворителей или холодильных агентов) ХФУ были заменены ГХФУ. Хотя поступали сообщения о попытках отдельных лиц обойти запрет, например путём контрабанды ХФУ из неразвитых в развитые страны, общий уровень соблюдения был высоким. Статистический анализ 2010 года показывает чёткий позитивный сигнал от Монреальского протокола к стратосферному озону.  Как следствие, Монреальский протокол часто называют самым успешным международным природоохранным соглашением на сегодняшний день. В докладе 2001 года НАСА обнаружило, что истончение озона над Антарктидой оставалось одинаковой толщины в течение предыдущих трех лет однако в 2003 году озоновая дыра выросла до своего второго по величине размера.  В научной оценке 2006 года про воздействие Монреальского протокола говорится: «Монреальский протокол работает: имеются явные доказательства снижения атмосферной нагрузки озоноразрушающих веществ и некоторые ранние признаки восстановления стратосферного озона».  Однако более позднее исследование, по-видимому, указывает на относительное увеличение ХФУ из-за неизвестного источника. 
Сообщалось в 1997 году, что значительное производство ХФУ происходило в России для продажи на чёрном рынке в ЕС на протяжении 90-х годов. Связанное с этим производство и потребление в США стало возможным благодаря мошеннической отчётности из-за плохих правоприменительных механизмов. Аналогичные незаконные рынки ХФУ были выявлены на Тайване, в Корее и Гонконге. 
Ожидается также, что Монреальский протокол окажет воздействие на здоровье человека. По оценкам Агентства по охране окружающей среды США за 2015 год, защита озонового слоя в соответствии с договором предотвратит более 280 миллионов случаев рака кожи, 1,5 миллиона смертей от рака кожи и 45 миллионов катаракт в США. 
Однако в настоящее время считается, что гидрохлорфторуглероды, или ГХФУ, и гидрофторуглероды, или ГФУ, способствуют антропогенному глобальному потеплению.  На основе «молекула за молекулой» эти соединения до 10 000 раз более мощные парниковые газы, чем углекислый газ. Монреальский протокол в настоящее время призывает к полному отказу от ГХФУ к 2030 году, но не налагает никаких ограничений на ГФУ. Поскольку сами ХФУ являются одинаково мощными парниковыми газами, простая замена ХФУ ХФУ существенно не увеличивает темпы антропогенного изменения климата, но со временем неуклонное увеличение их использования может увеличить опасность того, что деятельность человека изменит климат. 
Эксперты по вопросам политики выступают за активизацию усилий по увязке усилий по охране озонового слоя с усилиями по охране климата.  Политические решения в одной области влияют на затраты и эффективность улучшения состояния окружающей среды в другой.
Исследования динамики наиболее опасных ГХФУ показали, что благодаря снижению концентрации ГФХУ-22, наиболее распространённого вещества этой группы, глобальное радиационное воздействие и эквивалентное эффективное содержание хлора от ГХФУ достигли пика в 2021 году, составив 61,75 мватт/м²  и 321,69 частей на триллион соответственно. Это произошло на пять лет раньше прогноза, что говорит о том, что Монреальский протокол доказал свою эффективность. 
В 2025 году вышло другое исследование: учёные изучали тренды как функции от месяца и высоты и отделили вызванные человеком изменения в озоновом слое от естественной  изменчивости. Они смогли связать антропогенные изменения с уменьшением использования искусственных озоноразрушающих веществ. С их точки зрения, действия в рамках протокола способствовали восстановлению озона над Антарктидой.

### Региональные выявления случаев несоблюдения
В 2018 году ученые, осуществляющие мониторинг атмосферы после даты поэтапного отказа от 2010 года, сообщили о доказательствах продолжения промышленного производства ХФУ-11, вероятно, в Восточной Азии, с пагубным глобальным воздействием на озоновый слой.  Мониторинговое исследование выявило свежие выбросы тетрахлорметана в атмосферу из китайской провинции Шаньдун, начиная с 2012 года и составляющие значительную часть выбросов, превышающих глобальные оценки по Монреальскому протоколу.

## Празднования 25-летия
В 2012 году исполнилось 25 лет со дня подписания Монреальского протокола. В связи с этим сообщество Монреальского протокола организовало целый ряд торжеств на национальном, региональном и международном уровнях в целях пропаганды достигнутых на сегодняшний день значительных успехов и рассмотрения предстоящей работы на будущее.  Среди его достижений: Монреальский протокол стал первым международным договором, направленным на решение глобальной проблемы регулирования окружающей среды; первый, кто принял «принцип предосторожности» при разработке научно обоснованной политики; первый договор, в котором независимые эксперты по атмосферным наукам, воздействию на окружающую среду, химической технологии и экономике отчитывались непосредственно перед Сторонами, без редактирования или цензуры, действуя в соответствии с нормами профессионализма, экспертной оценки и уважения; во-первых, предусмотреть национальные различия в ответственности и финансовых возможностях реагирования путем создания многостороннего фонда для передачи технологии; первый МПС с жёсткими обязательствами по отчётности, торговле и обязательному отказу от химических веществ как для развитых, так и для развивающихся стран; и первый договор с финансовым механизмом, управляемым демократическим путем исполнительным советом с равным представительством развитых и развивающихся стран. 
В течение 25 лет после подписания партии депутата отмечают важные вехи. Важно отметить, что мир постепенно отказался от 98% озоноразрушающих веществ (ОРВ), содержащихся почти в 100 опасных химических веществах во всем мире; каждая страна соблюдает строгие обязательства; и МП добился статуса первого глобального режима с всеобщей ратификацией; даже самое новое государство-член, Южный Судан, ратифицировало конвенцию в 2013 году. ЮНЕП получила высокую оценку за достижение глобального консенсуса, который "демонстрирует приверженность мира защите озонового слоя и, в более широком смысле, глобальной охране окружающей среды".

## Современное состояние
15 октября 2016 года было подписано соглашение в Кигали , которое вступило в силу 1 января 2019 года  о постепенном сокращении ГФУ во всём мире.